# 马亚尔斯
马亚尔斯（西班牙語：Mayals，加泰隆尼亞語發音：[məˈjals]）是西班牙加泰罗尼亚莱里达省的一个市镇。总面积58平方公里，总人口952人（2001年），人口密度16人/平方公里。